# Tswelopele
Tswelopele es un municipio local sudafricano situado en el distrito de Lejweleputswa, en la provincia de Estado Libre.

## Superficie
Tswelopele tiene una superficie de 6534 km².

## Demografía
En 2022, tenía 56 896 habitantes, una densidad poblacional de 8,70 hab./km², y 14 798 viviendas.